# 辜顓
辜顓（1425年—？），字主敬，江西饒州府安仁縣人，明朝政治人物。同進士出身。

## 生平
天順三年（1459年）舉己卯科江西鄉試第十三名。天順四年（1460年）聯捷庚辰科會試第六十五名，殿試登進士第三甲第四十八名。

## 家族
曾祖辜以辰、祖父辜彥芳、父亲辜嗣宗。